# Robin Shou
Robin Shou (* 17. července 1960 Hongkong) je hongkongský herec. V roce 1971 se svou rodinou emigroval do Kalifornie. Jeho pravděpodobně nejznámější roli je postava Liu Kang ve filmu Mortal Kombat z roku 1995. Později hrál například postavu přezdívanou 14K ve filmové sérii Rallye smrti. Mezi další filmy, ve kterých hrál, patří například Tygří klec 2 (1990), Čest a sláva (1993) nebo DOA: Na život a na smrt (2006).